# Paul Marquard Schlegel

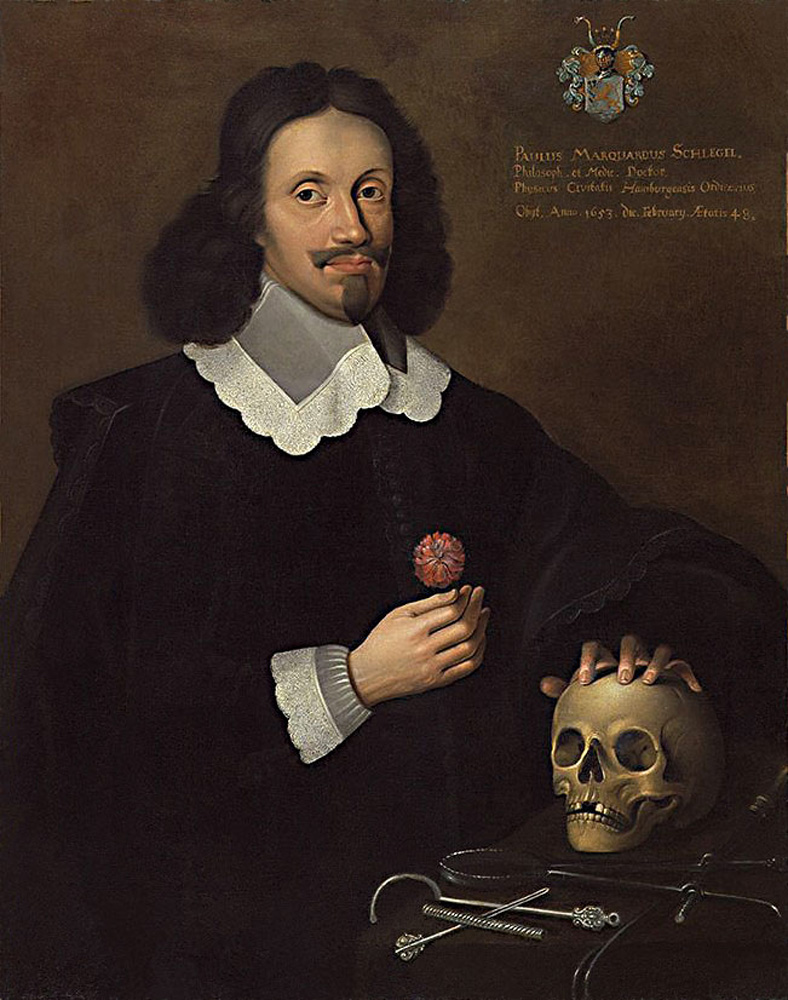
Paul Marquard Schlegel

Paul Marquard Schlegel auch: Slegel (* 23. August 1605 in Hamburg; † 20. Februar 1653 ebenda) war ein deutscher Mediziner und Botaniker.

## Leben
Paul Marquard war der Sohn des Kaufmanns Martin Schlegel († 1609) und dessen Frau Cecilie Brandes († 1615). Mit zehn Jahren hatte er beide Elternteile verloren, so dass die Erziehung des Jungen Pflegeeltern übertragen wurde. Auch besuchte er die Gelehrtenschule des Johanneums. Damals stand die Hamburger Bildungseinrichtung unter der Leitung des Rektors Paul Sperling (1560–1630), daneben wirkten Georg Fabricius (1590–1631 in Poppenbüll) und Johann Starcke (* Lüneburg; † 26. Januar 1623 in Hamburg) als Konrektoren. Im Mai 1621 wurde Schlegel an der Universität Rostock immatrikuliert, ohne als minderjähriger den Universitätseid ablegen zu müssen. Dort dürfte er aber seine erste universitäre Ausbildung genossen haben. Schlegel, der von Hause aus zum Juristen bestimmt war, hatte bereits in frühen Lebensjahren Geschmack an den naturwissenschaftlichen Zusammenhängen seiner Umwelt gefunden. Daher hatte er im Studium der medizinischen Wissenschaften, einen durchaus akzeptablem Bezugspunkt gefunden. Die Voraussetzung der damaligen Zeit für ein solches Studium, war die Absolvierung eines philosophischen Grundstudiums. Dies dürfte er durchaus in Rostock absolviert haben, wo Georg Dasen (auch Dasenius, * Sternberg; † 27. April 1643 in Rostock) die Mathematik unterrichtete, Johann Huswedel Vorlesungen zur griechischen Sprache und Rhetorik durchführte, Peter Sasse die Logik nach Aristoteles interpretierte und der spätere Mediziner Joachim Stockmann (1592–1653) Vorlesungen zur Metaphysik und Physik hielt.
1626 hat Schlegel seine Studien an der Universität Altdorf fortgesetzt, wo Georg Nößler, Ludwig Jungermann und Caspar Hofmann an der medizinischen Fakultät lehrten. Am 22. Januar 1628 immatrikulierte er sich an der Universität Wittenberg, wo Daniel Sennert, Georg Nymmann und Johann Georg Pelshofer die medizinischen Lehrstühle innehatten. Zudem erhielt Werner Rolfinck im selben Jahr dort eine außerordentliche Professur der Medizin, mit dem er im Sommersemester 1629 an die Universität Jena zog. In Jena waren neben Rolfinck, Zacharias Brendel der Jüngere (1592–1638) und Anton Varus (1557–1637) die medizinischen Lehrkräfte gewesen. Nachdem er im umfangreichen Rahmen den Lehrstoff der Ars medicici absolviert hatte, begab sich Schlegel am 22. März 1631 auf eine Kavaliersreise.
Diese führte ihn zunächst in die Niederlande, wo er sich am 26. Mai 1631 an der Universität Leiden immatrikulierte. Dort lehrten damals Otto Heurnius, Ewaldus Schrevelius, Adolphus Vorstius die medizinischen Wissenschaften. Es fanden die medizinischen Übungen am Anatomischen Theater statt, die Ausbildung zur Pflanzenkunde wurde am Hortus Botanicus absolviert und den Studenten der Batavischen Universität stand eine umfangreiche Universitätsbibliothek zur Verfügung. Diese Eindrücke erfassend, begab er sich noch im selben Jahr nach England. 1632 führte ihn seine Kavaliersreise nach Frankreich, wo er sich zwei Jahre in Paris, vier Monate in Lyon und sich Ende 1634 sich in Montpellier aufhielt. Danach setzte er seine Studien in Italien fort. Hier hatte er in Rom, Neapel und an der Universität Padua weiter Eindrücke gesammelt. Nachdem er sich in Padua den akademischen Grad eines Magisters der philosophischen Wissenschaften erworben hatte, promovierte er am 22. März 1636 dort zum Doktor der Medizin.
Zurückgekehrt nach Deutschland, wurde er am 2. Juli 1638 Professor der Medizin und Botanik an der Jenaer Salana. Hier wirkte er mit Rolfinck darauf hin, dass in der Jenaer Vorstadt im April 1640 ein botanischer Garten angelegt wurde. Dieser ging in der Folgezeit zwar ein, wurde aber Ende des 18. Jahrhunderts wiederbelebt und man bezeichnete diesen in späteren Jahren auch als Wilhelminischen Garten. Zudem beteiligte er sich in Jena an den organisatorischen Aufgaben der Hochschule. So war er viermal Dekan der medizinischen Fakultät und im Wintersemester 1640 Rektor der Alma Mater. Der Herzog Wilhelm IV von Sachsen-Weimar ernannte ihn zum herzoglichen Rat und Leibarzt. 1642 nahm er den Ruf eines Subsyndikus in Hamburg an.
Hier gründete er Ende 1652 im Maria-Magdalenen-Kloster ein anatomisches Theater, führte für die Apotheker, sowie Hebammen Prüfungen ein und war der erste welcher in Hamburg öffentlich Anatomie lehrte. Schlegel zeigte sich als konsequenter Vertreter der Blutkreislauflehre von William Harvey, welches sich in seinem Hauptwerk De sanguinis mortu commentatio reflektiert. Einer Hamburger Sage nach, soll er bei der Sektion einer Leiche von dieser zufällig mit der Hand ins Gesicht geschlagen worden sein und aufgrund des Schrecks darüber gestorben. Allerdings die Zeugen die jener Sektion beiwohnten, bestätigten dies nicht. Vielmehr hatte er sich schon vor der Sektion unwohl gefühlt und ist an einem damals verbreiteten Fieber gestorben. Testamentarisch hatte Schlegel seine Bibliothek, Manuskripte, Instrumente und Sammlungen der Hamburger Stadtbibliothek vermacht, welche später den Grundstock des Naturhistorischen Museums bildete. Nach ihm ist die Schlegelia aus der Familie der Crescentiaceen benannt. Von ihm existieren zwei Gemälde. Eines befindet sich im Lesesaal der Staats- und Universitätsbibliothek Hamburg und ein weiteseres befindet sich im Kunstodienbestand der Universität Jena.
Schlegel verheiratete sich am 4. Dezember 1643 in Hamburg mit Elisabeth Hüpken, die Tochter des Kaufmanns Sweder Hüpken. Aus der Ehe stammen vier Söhne und zwei Töchter, welche alle vor ihrem Vater verstarben. Seine Witwe heiratete am 31. Mai 1657 den Bürgermeistersohn Lic. jur. Ulrich Winckel (1622–1680).

## Werke (Auswahl)
- Problema, an Spiritus nutriatur externo aere. Altdorf 1627 (uni-goettingen.de).
- Disp. de Hydrope. Wittenberg 1628 (slub-dresden.de).
- Disp. de suffocatlone uterina, pro loco in Colleglo medlco habita. Jena 1638.
- De calculo renum et vesicae. Jena 1688.
- Oratio. Liceatne medicis, tanta muliercularum ignorantia grassante, obstetricum opera defungi? Jena 1638.
- Carmen, Joh. Veslingii observationibus de plantis Aegyptiacis. Padua 1638.
- De Empyemate. Jena 1639 (uni-halle.de).
- De palpitatione cordis. Jena 1639 (slub-dresden.de).
- Disp. de dentibus. Jena 1639
- Programma de selectioribus rei herbariae scriptoribus hortisque medicis potioribus, lectionibus botanicis praeroissum. Jena 1639.
- Medicinae Cultoribus S.P.D. eosq[ue] ad demirandas nobilissimae partis, quae Chirurgia dicitur, operationes, officiose invitat. Jena 1639 (uni-goettingen.de).
- De natura lactis. Jena 1640.
- Disp. erysipelate. Jena 1640.
- Disp. de hydrophobia, seu rabie contagiosa. Jena 1640 (slub-dresden.de).
- Ophthalmographia et Opsioscopia. Jena 1640.
- De haemorrhagia in genere. Jena 1640 (slub-dresden.de).
- De Ascite. Jena 1640 (uni-goettingen.de).
- Disp. de saluberrimo delectu venarum in corpore humana secandarum. Jena 1641 (digitale-sammlungen.de).
- De affectione hypochondriaca. Jena 1641(uni-goettingen.de).
- De epilepsia. Jenae 1642 (digitale-sammlungen.de).
- De quartana intermittente. Jena 1642 (slub-dresden.de).
- De ileo. Jena 1642.
- Disp. de lue venerea. Jena 1642 (gdz.sub.uni-goettingen.de).
- Commentatio de motu sanguinis, in qua praecipue in Joh. Riolani jun. sententiam inquiritur. Hamburg 1650 (digitale-sammlungen.de), 1652.
- Programma administrationi anatomicae praemissum: Studiosis caelo illud de lapsum … commendat eosque ad contemplatlonem admirandae corporis structurae officiose invitat ad. 25. Jan. 1658. In: J. A. Fabricii: Hantissa Memoriarum Hamb. Band IV, S. 410–416.
- Adversaria memorabilium medicorom. In: G. H. Welsch: Consilia medicinalia. Centuria IV, Ulm 1676.